# La bella forza
La bella forza è un singolo del cantautore Luca Bonaffini pubblicato nel 2006.

## Descrizione
Il disco è realizzato in coppia con l'attore comico Sergio Sgrilli e in collaborazione con il CSVM (Centro Servizi del Volontariato di Mantova) ed è considerata la canzone ufficiale del volontariato.
Il brano è stato scritto da Bonaffini alcuni anni prima della pubblicazione ed è stato adottato dal CSVM come colonna sonora di diverse manifestazioni e contemporaneamente inciso e distribuito con il supporto di Teorema Edizioni musicali (la stessa etichetta che ha pubblicato L'altro paese nel 2006 e Nessuno è scomparso nel 2007).
Arrangiato da Emiliano Paterlini, esiste fino ad oggi un'unica versione, solo su supporto singolo dove Bonaffini duetta con il cantautore toscano Sergio Sgrilli, noto per i suoi interventi comici alla trasmissione Zelig.

## Tracce
1. La bella forza – 4:24